# Yariv Levin
Pour les articles homonymes, voir Levin.
Yariv Levin, né le 22 juin 1969 à Jérusalem est un homme d'État israélien, membre du parti Likoud.
Il est président de la Knesset du 17 mai 2020 au 13 juin 2021, et lors des négociations du sixième gouvernement de Benyamin Netanyahou entre le 13 décembre et le 29 décembre 2022. Il est nommé ministre de la Justice dans ce même sixième gouvernement. Il parle couramment l'arabe.
Comme ministre de la Justice, il demande l’adoption d’une loi visant tout Israélien qui appellerait à boycotter l’État d’Israël ou ses dirigeants à être condamné à dix ans de prison, et à vingt ans en temps de guerre. 